# بولسات سبورت
بولسات سبورت (
تُلفظ بالبولندية: ‎[ˈpɔl.sat ˈspɔrt]‏) هي قناة رياضية بولندية مملوكة لشركة بولسات، وتم إطلاقها في 11 أغسطس 2000 وهي متاح عبر القمر الصناعي على سيفوري بولسات [الإنجليزية].

## بولسات إتش دي
بولسات سبورت إتش دي (Polsat Sport HD) هي قناة رياضية مملوكة لشركة بولسات، والتي تبث بدقة عالية. تم تأسيسها في عام 2008. كان أول عرض لها في بطولة أمم أوروبا (2008) في بولندا بدقة عالية. كان لدى بولسات سبورت إتش دي جدول زمني خاص، يجمع بين الرياضة والمتاجر المعروضة في القنوات الرياضية الأخرى التابعة لـ بولسات. لدى بولسات سبورت إتش دي نفس جدول برمجة بولسات سبورت اعتبارًا من 1 يونيو 2012.

## البطولات

### كرة القدم
- الدوري البولندي الدرجة الأول [الإنجليزية]
- كأس بولندا
- كأس السوبر البولندي
- الدوري الهولندي الممتاز
- الدوري التشيكي لكرة القدم
- كأس فرنسا
- الدوري الأمريكي لكرة القدم
- الدوري الإسكتلندي الممتاز
- كأس السوبر الأوروبي
- دوري أبطال أوروبا (قنوات بولسات سبورت بريميوم)
- الدوري الأوروبي (قنوات بولسات سبورت بريميوم)
- دوري شباب أوروبا
- دوري أبطال أوروبا للسيدات (النهائي فقط)
- دوري الأمم الأوروبية
- كوبا أمريكا
- الكأس الدولية للأبطال

### كرة الصالات
- دوري أبطال أوروبا لكرة الصالات

### الألعاب الإلكترونية
- League of Legends Championship Series

### رياضات السيارات
- موتو جي بي
- موتو 2
- موتو 3
- بطولة العالم للموتو إي [الإنجليزية]
- بطولة الاتحاد الدولي للسيارات لسباقات التحمل (باستثناء سباق لومان 24 ساعة)

### الكرة الطائرة
- بطول العالم لكرة الطائرة للرجال
- بطولة العالم لكرة الطائرة للسيدات
- بطولة أمم أوروبا للكرة الطائرة للرجال
- بطولة أمم أوروبا للكرة الطائرة للسيدات
- الدوري العالمي للكرة الطائرة
- الجائزة الكبرى العالمية للكرة الطائرة
- كأس العالم لكرة الطائرة للرجال
- كأس العالم لكرة الطائرة للسيدات [الإنجليزية]
- كأس العالم لأبطال العالم للكرة الطائرة [الإنجليزية]
- بطولة العالم للأندية للكرة الطائرة للرجال
- بطولة العالم للأندية للكرة الطائرة للسيدات
- الدوري البولندي للكرة الطائرة [الإنجليزية]
- الدوري البولندي للكرة الطائرة للسيدات [الإنجليزية]
- جولة فيفب العالمية لكرة الطائرة الشاطئية

### كرة المضرب
- بطولة ويمبلدون

### ألعاب القوى
- الدوري الماسي

### كرة القدم الأمريكية
- الدوري الأوروبي لكرة القدم الأمريكية

### الملاكمة
- أحداث زاورلاند
- أبطال الملاكمة الممتازون [الإنجليزية]

### الرغبي
- كأس العالم للرغبي

## الشعار

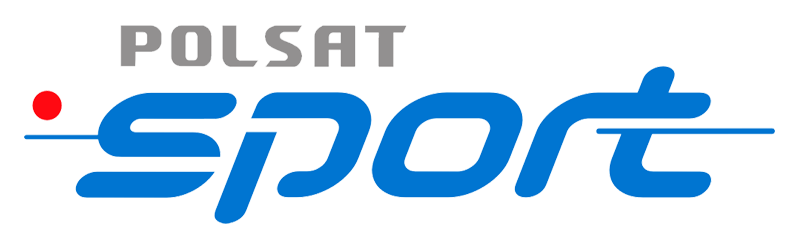
1 يناير 2005–أغسطس 2016
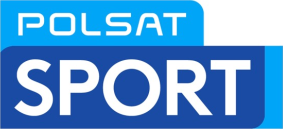
أغسطس 2016–30 أغسطس 2021
30 أغسطس 2021–